# The King of Fighters EX2: Howling Blood
The King of Fighters EX2: Howling Blood est un jeu vidéo de combat développé et édité par Marvelous Entertainment, sorti en 2003 sur Game Boy Advance. Il fait suite à The King of Fighters EX: Neo Blood.
C'est une adaptation de The King of Fighters 2000.